# António Duarte Ramada Curto
António Duarte Ramada Curto GCNSC (Sesimbra, 25 de Janeiro de 1849 — Lisboa) foi médico, militar naval e político, Governador-Geral de Angola por dois períodos.

## Obras
António Duarte Ramada Curto nasceu em 25 de Janeiro de 1849, em Sesimbra.

Filho de José Rodrigues Curto, Bacharel formado em Medicina pela Faculdade de Medicina da Universidade de Coimbra, Médico em Sesimbra, onde nasceu e morreu, e de sua mulher Cláudia Maria Ramada  e tio paterno de Amílcar da Silva Ramada Curto.
Viria a casar com María del Carmen Zanoletti y Soler (Madrid - Lisboa), filha de José María Zanoletti e de sua mulher María de los Reyes Soler, com geração.
Ramada Curto formou-se na Escola Médico-Cirúrgica de Lisboa, em 1874.

Licenciado em Medicina pela Faculdade de Medicina da Universidade de Coimbra, Coronel-Médico do Exército.
Ramada Curto foi nomeado director do Museu Colonial de Lisboa, desempenhando estas funções entre 1890 e 1892.
Exerceu por duas vezes o cargo de 89.º e 92.º Governador-Geral da Província de Angola, a primeira entre 1897 e 1900, tendo sido antecedido em 1897 por um conselho governativo e sucedido por Francisco Xavier Cabral de Oliveira Moncada. O segundo mandato, agora como Governador-Geral interino, ocorreu entre 1904 e 1906, tendo sido antecedido por Custódio Miguel de Borja e sucedido por Ernesto Augusto Gomes de Sousa.
Foi, também, 56.º Governador Civil do Distrito de Lisboa de 11 de Janeiro de 1910 a 25 de Junho de 1910.
Entre outras honrarias, Ramada Curto foi feito Comendador da Ordem de Cristo.
Conselheiro de Sua Majestade Fidelíssima, Comendador e Grã-Cruz da dinástica Ordem de Nossa Senhora da Conceição de Vila Viçosa.
[carece de fontes?]